# Curimata acutirostris
Curimata acutirostris es una especie de peces de la familia Curimatidae en el orden de los Characiformes.

## Morfología
Los machos pueden llegar alcanzar los 8,2 cm de longitud total
Están formados por 11 rayos blandos dorsales, 13 rayos blandos anales y 31 vértebras. Tiene un punto discreto horizontalmente alargado y oscuro.

## Hábitat
Vive en zonas de clima tropical, en aguas dulces.

## Distribución geográfica
Se encuentran en Sudamérica:  cuenca del río Araguaia en Brasil.